# Epígrafe (literatura)

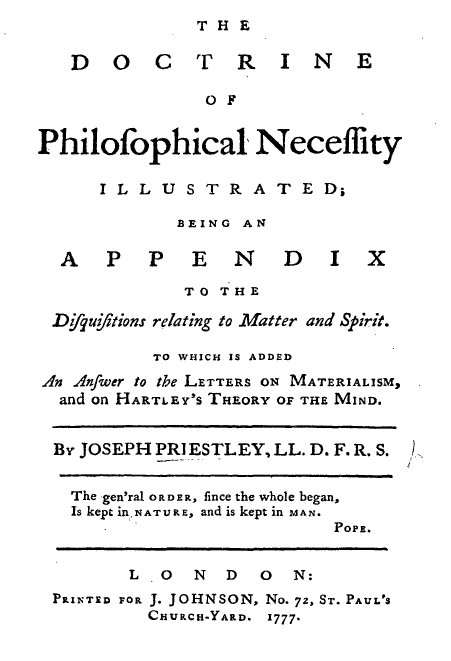
Página de título de "The Doctrine of Philosophical Necessity Illustrated" (1777) de Joseph Priestley, que incluye un epígrafe de Alexander Pope relacionado con el orden natural y el determinismo, temas centrales de la obra.

El epígrafe es un lema que, a modo de sentencia, pensamiento o cita de un autor conocido, ilustra la idea general, plan o estilo de un libro o capítulo de este.
Generalmente el epígrafe se escribe debajo del título de la obra o al principio de cada capítulo. Los antiguos escritores hicieron poco uso de los epígrafes, pero en el siglo XVI empezaron a prodigarse, continuando con profusión en la centuria siguiente. En el uso de los epígrafes se distinguieron en Italia en el siglo XVI tanto Pietro Bembo como Benedetto Varchi, Sperone Speroni y Giorgio Vasari, y en siglo XVII corresponde citar a Marini, Gentili, Emanuele Tesauro, Adimari, Daniello Bartoli, Doni y Giorio. Y entre los franceses, apareció por primera vez el epígrafe en el Diccionario de Trevoux. 
Durante el siglo XVIII fue poco común, pero a partir del siglo XIX se volvió a utilizar. Algunos autores de esta época que utilizaron epígrafes son: Walter Scott, Lord Byron y James Fenimore Cooper.
Además de su valor literario propio, los epígrafes generados a través de los años también pueden servir para otros usos. Por ejemplo, hoy día en los trabajos académicos de cierta importancia, existe la costumbre de empezar los mismos con un resumen expresado a veces en dos o tres idiomas, y con posterioridad y por razones prácticas y de medios, el cuerpo del escrito se desarrolla en un único idioma. Pues bien, en ciertos períodos históricos también se tenía una costumbre similar a esa, pero en relación con los epígrafes de las obras, y esto hoy día tiene su aplicación, ya que así finalmente podría llegar a ampliarse vocabulario y conocimientos sobre lenguas poco conocidas. En realidad, y si bien lo dicho es cierto, no siempre se pueden usar con esa finalidad los epígrafes expresados en dos idiomas, pues, como bien se menciona en el libro "Historia universal (tomo VII)", no siempre expresan los mismos contenidos en las dos lenguas; particularmente en la antedicha obra, se señala que se tenía la esperanza de que una publicación del citado Marini de 1795, fuera la clave para la comprensión de la lengua osca, pero en realidad no fue así, pues en el siglo XIX se demostró que el epígrafe en osco publicado por Marini era un decreto de la ciudad de Bantia, mientras que el otro en latín era una ley romana contra las concusiones.

## Ejemplos
- Le Rouge et le Noir de Stendhal, lleva en epígrafe una idea de Georges-Jacques Danton: «La vérité, l'âpre vérité».
- La Nausée de  Jean-Paul Sartre lleva en epígrafe una cita de L'église escrito por Louis-Ferdinand Céline: «C'est un garçon sans importance collective. C'est tout juste un individu».
- El capítulo VI Le temps spectaculaire de La Société du Spectacle de Guy Debord lleva en epígrafe un estrato de L'homme de cour de Baltasar Gracián: «Nous n'avons rien que le temps, dont jouissent ceux mêmes qui n'ont point de demeure».
- Point de lendemain de Vivant Denon lleva en epígrafe: «La lettre tue, et l'esprit vivifie».